# 안성 국사암 석조여래삼존불입상
안성 국사암 석조여래삼존불입상은 경기도 안성시 삼죽면 기솔리, 국사암에 있는 석불이다. 2002년 2월 19일 안성시의 향토유적 제42호로 지정되었다.

## 개요
석불은 본존과 양협시보살을 배치한 삼존불로, 발목 이하는 땅에 매몰되어 있다. 지상에 노출된 본존의 높이는 320cm이고, 3단의 원형보개를 육계부분에 끼워 놓았다. 
얼굴은 타원형으로 두 귀가 어깨까지 늘어져 있으며 수인은 오른손을 가슴에서 손가락을 안으로 모으고, 왼손은 배에 대고 손가락을 쫙 펴고 있다. 법의는 양어깨를 덮은 통견으로, 양팔에 도식적인 주름을 새기고 있다. 하반신에 U자형으로 주름이 있는 것으로 봐서 군의를 가슴부위에서 묶은 것으로 보는데, 허벅지 위에 커다란 연화문을 새겨놓았다. 
우협시와 좌협시 역시 둥근 보개를 쓰고, 본존과 동일한 표현자세를 하고 있는데 크기가 약간 작고, 우협시는 석장을 들고, 좌협시는 약병을 들고 있다. 불상의 후면에는 아무런 조각을 가하지 않았다. 이 석조삼존 입상은 고려후기 조성된 것으로 추정된다.

## 참고 문헌
- 삼죽기솔리국사암석조여래입상 - 안성문화관광 - 시지정문화재